# محمد الأمين عمورة
محمد الأمين عمورة Mohamed El Amine Amoura (مواليد 9 مايو 2000) هو لاعب كرة قدم جزائري يلعب في مركز الجناح ورأس حربة في نادي فولفسبورغ.

## روابط خارجية
- محمد الأمين عمورة على موقع الاتحاد الأوربي (الإنجليزية)
- محمد الأمين عمورة على موقع قاعدة بيانات كرة القدم.إي يو (الإنجليزية)
- محمد الأمين عمورة على موقع ليكيب (الفرنسية)
- محمد الأمين عمورة على موقع ناشيونال فوتبول تيمز (الإنجليزية)
- محمد الأمين عمورة على موقع Soccerbase.com (لاعب) (الإنجليزية)
- محمد الأمين عمورة على موقع Soccerway.com (الإنجليزية)
- محمد الأمين عمورة على موقع عالم كرة القدم.نت (الإنجليزية)